# Litoral (empresa)

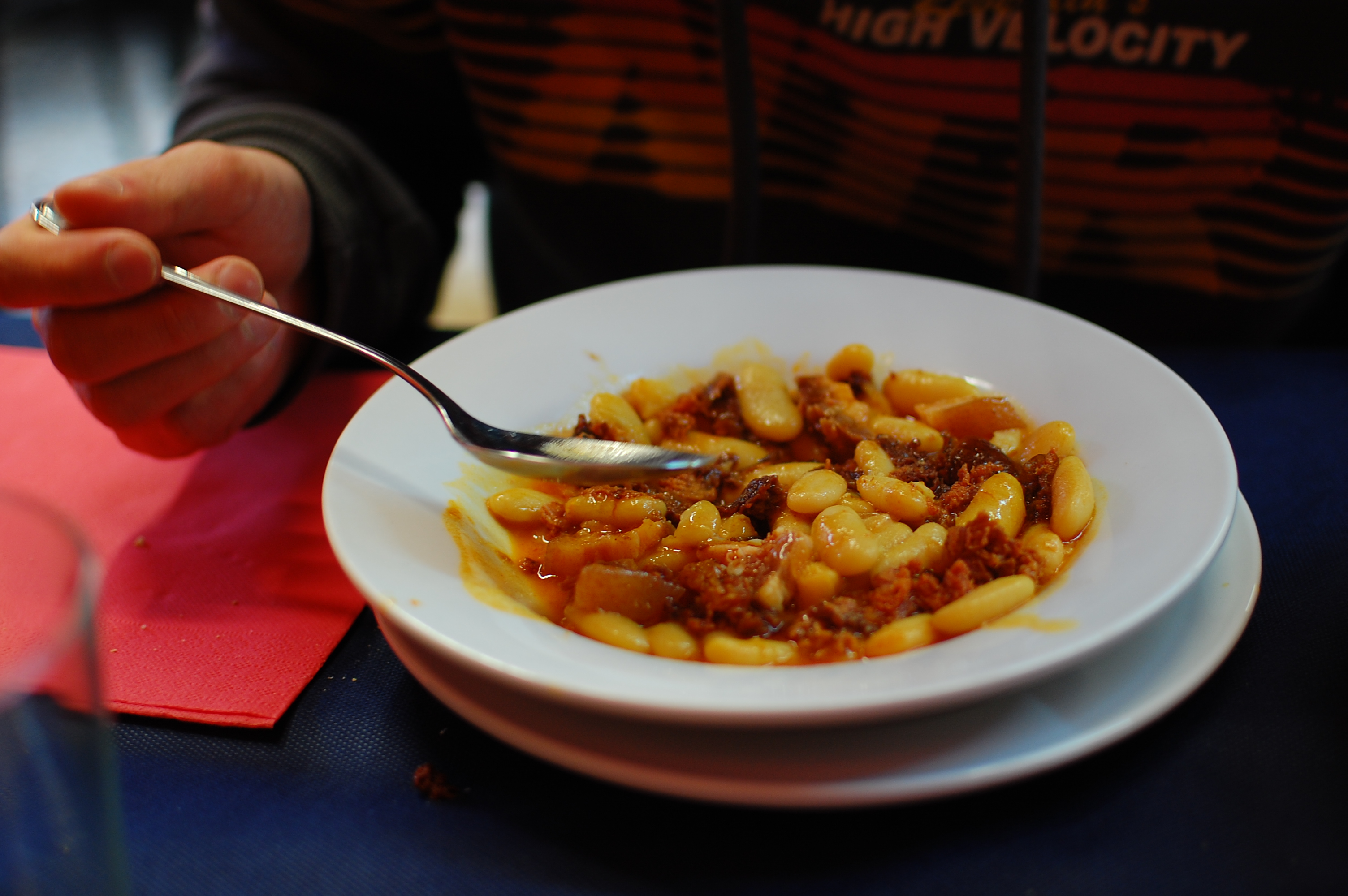
La fabada es el producto que le dio la fama desde los años cincuenta

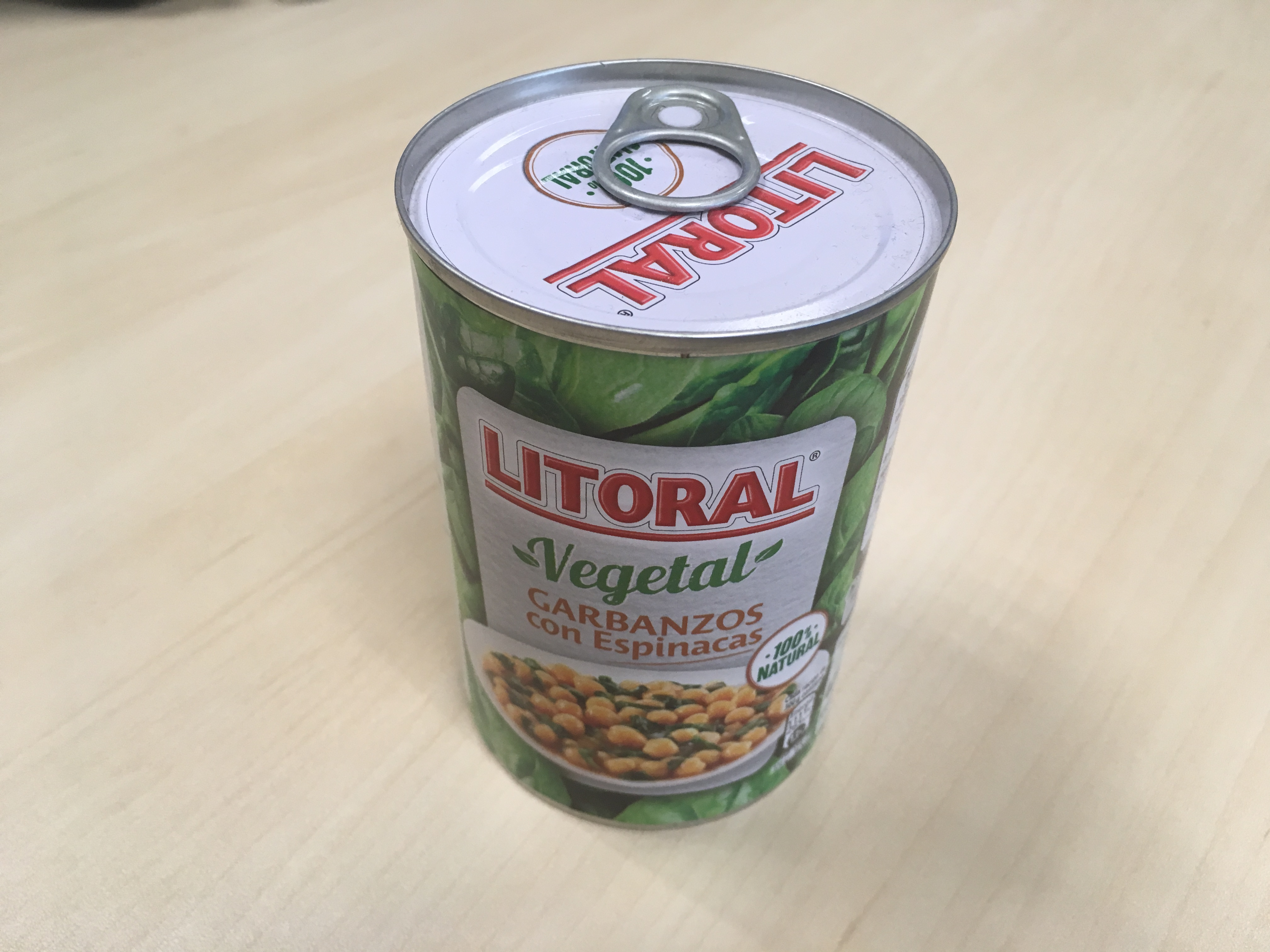
Lata de garbanzos con espinacas de Litoral

Litoral es una marca de alimentación española especializada en la elaboración de fabadas y otros cocidos de origen español. La fábrica está localizada en la ciudad de Gijón y pertenece al grupo suizo Nestlé desde 1985.

## Historia
La fábrica comenzó su producción como una empresa familiar de la  familia Liñero en 1942 en Gijón, y aunque tuvo parte de su producción en Santoña (Cantabria) por la elaboración de las anchoas, su sede principal estaba en Gijón, primero ubicada en el barrio de Cimadevilla, para construir años más tarde las instalaciones en las que actualmente se ubica la fábrica. Inicialmente se dedicó a las conservas de pescado (de ahí su nombre Litoral), complementando más tarde con los platos preparados como la fabada en lata. La empresa tuvo un gran desarrollo a partir de los años 1950, consolidándose como una empresa de referencia en el sector. La fabada es un plato típico del Principado de Asturias. Uno de los secretos de la compañía fue la selección de las fabas y la producción propia del compango. 
En 1976 Carnation, una compañía norteamericana adquirió la fábrica a la familia Liñero, fundadora y propietaria de la marca, para pasar a manos del grupo suizo Nestlé en 1985. Diez años más tarde, en 1995, la marca se convirtió en líder del mercado nacional gracias a una campaña publicitaria con abuelas cocinando fabada como reclamo.
Nestlé, con la adquisición de la fabada asturiana marca Litoral, se posicionó en el sector de comidas tradicionales preparadas y envasadas. La línea de Litoral incluye otros productos catalogados geográficamente: cocido madrileño, cocido andaluz, lentejas a la riojana, escudella catalana, alubias a la vasca, fabas con almejas, pote gallego y callos a la madrileña. Estos últimos llevan la receta de otra marca tradicional española, La Tila, que primero fue adquirida a los propietarios originales por la empresa Fosforera Española, y más adelante por Nestlé para incorporarlos a la enseña Litoral, cuyas latas llevan la leyenda "Con receta tradicional de La Tila".